# قرفة إندونيسية
القرفة الإندونيسية أو قرفة بورمة (الاسم العلمي: Cinnamomum burmannii) نوع نباتي ينتمي لجنس الدارصيني.

## معرض صور

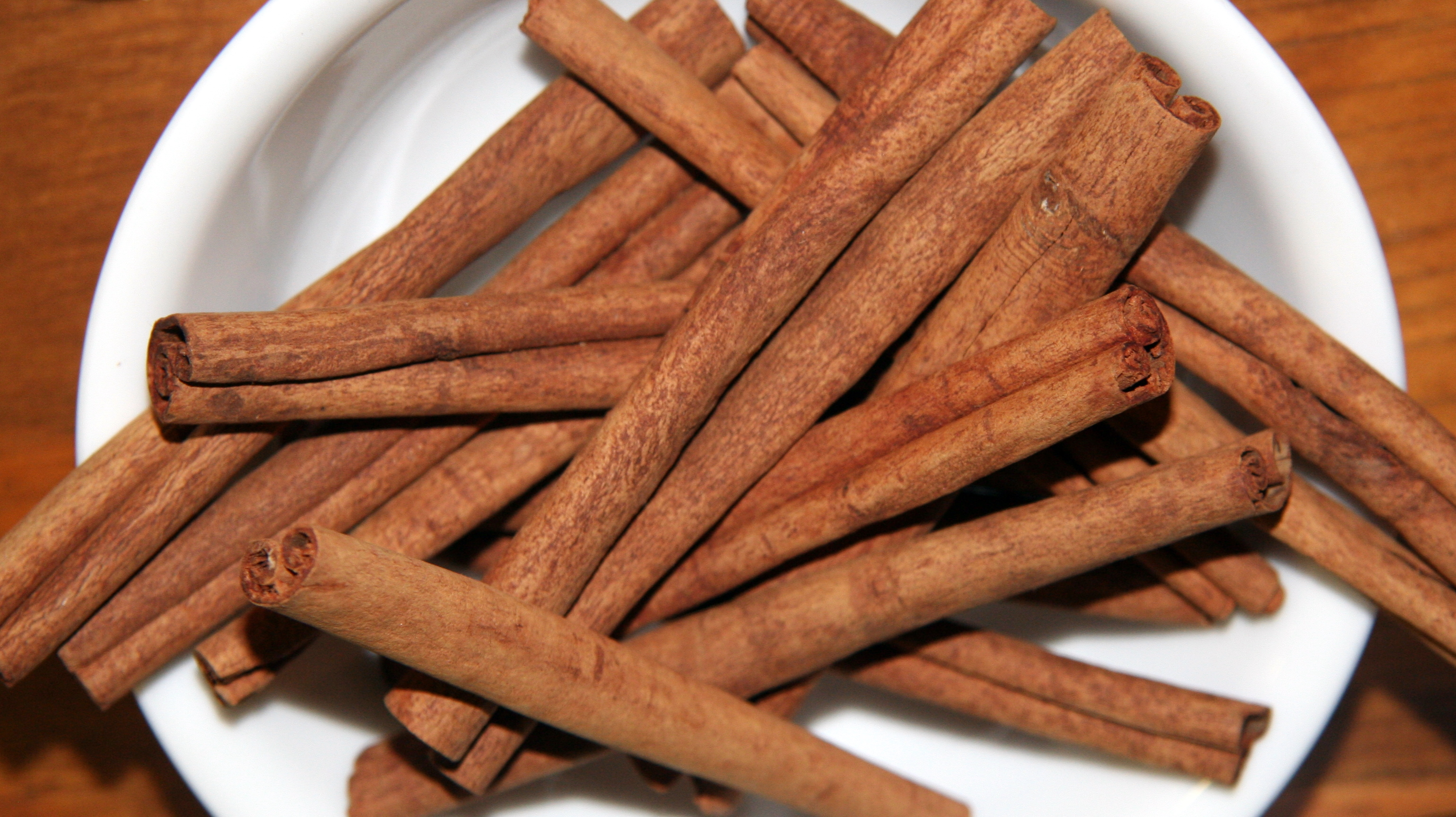
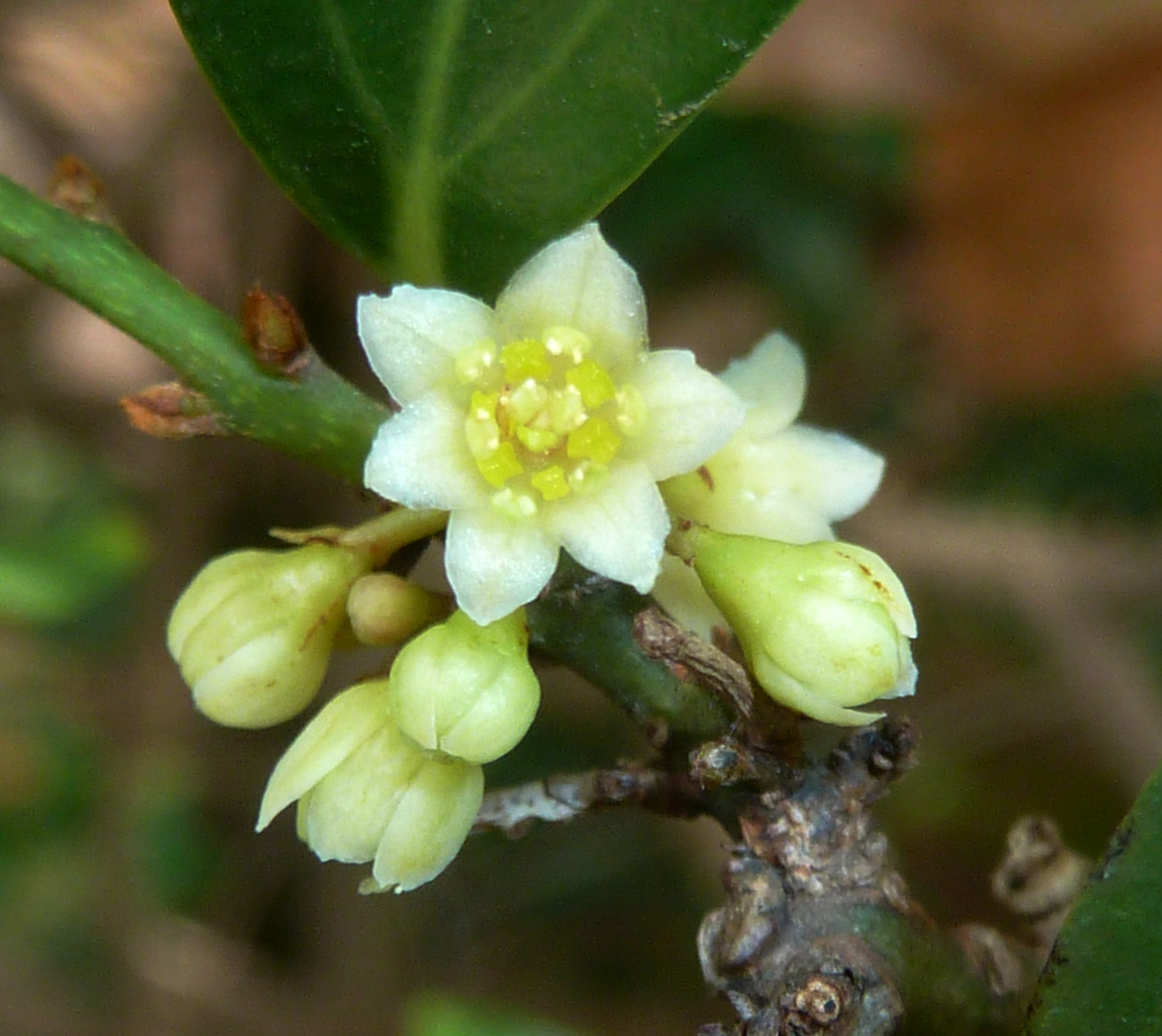
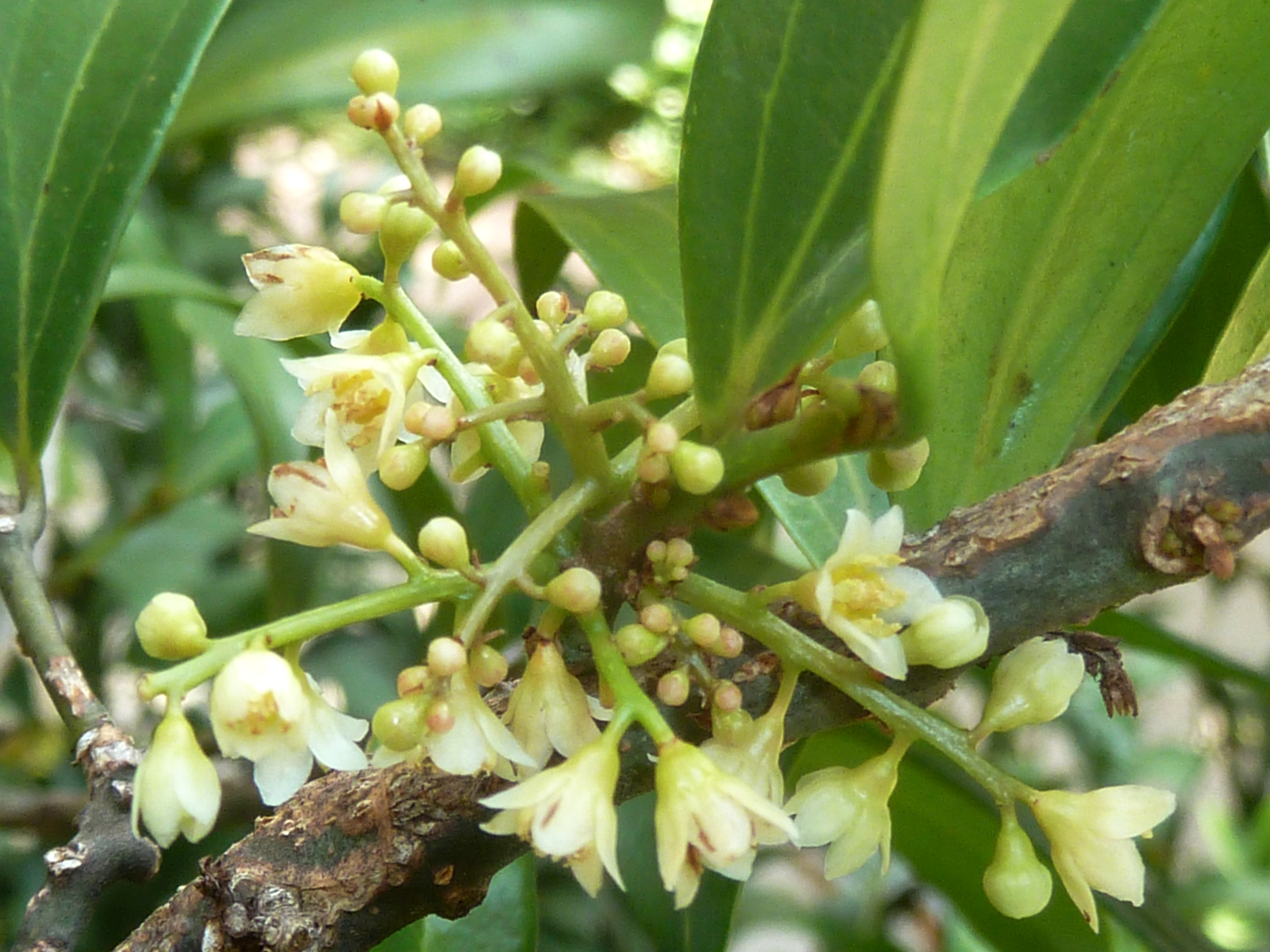
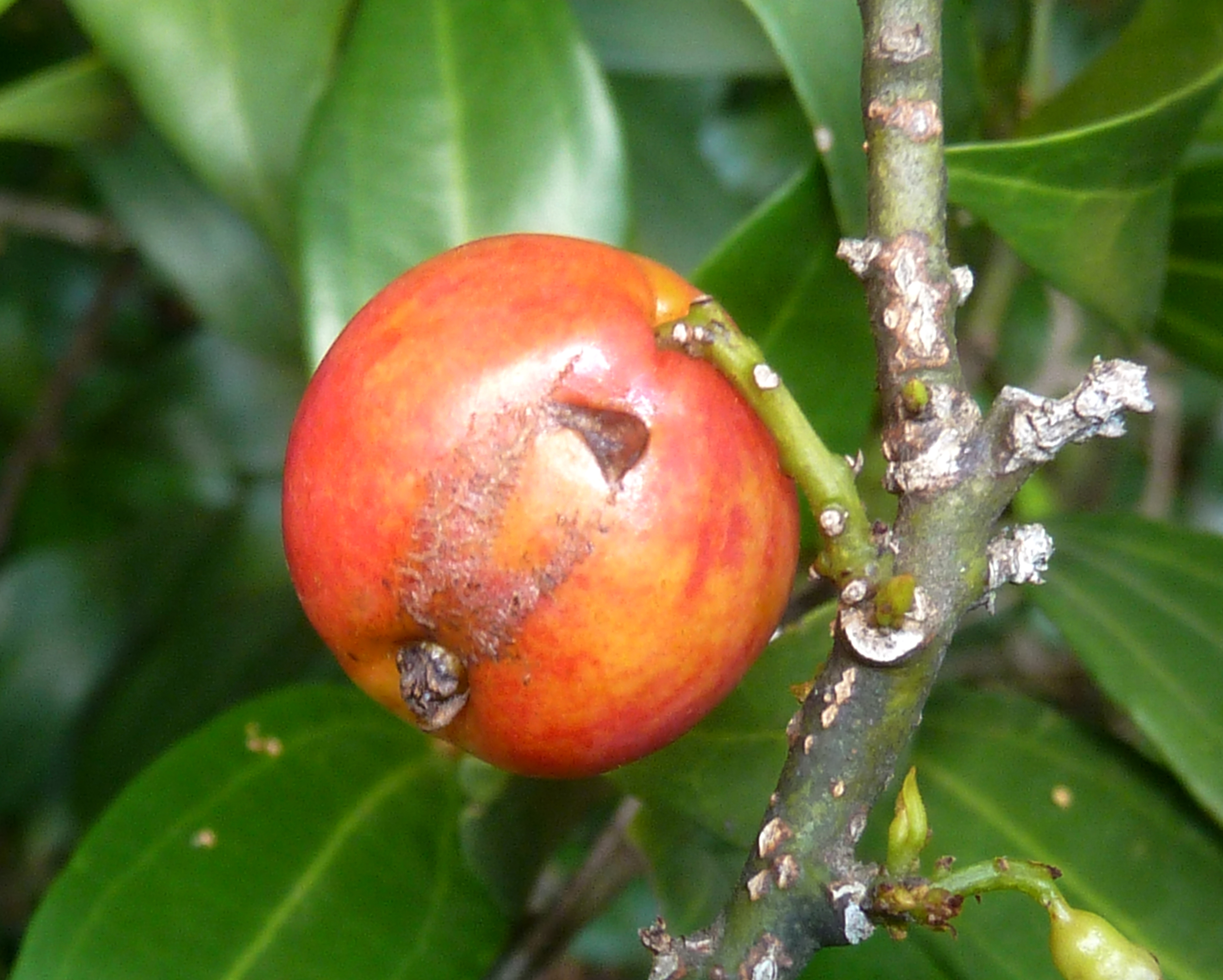